# Fast & Furious 6
Fast & Furious 6 (även känt som Fast Six eller Furious 6) är en amerikansk actionfilm från 2013, i regi av Justin Lin och skriven av Chris Morgan. Detta är den sjätte delen i filmserien The Fast and the Furious, och som hade biopremiär den 24 maj 2013.

## Rollista
- Vin Diesel - Dominic Toretto[2]
- Paul Walker a- Brian O'Conner[2]
- Dwayne Johnson (The Rock) - Luke Hobbs[3]
- Michelle Rodriguez -  Letty Ortiz[4]
- Jordana Brewster - Mia Toretto[2]
- Tyrese Gibson - Roman Pearce[2]
- Chris Bridges as Tej Parker[5]
- Sung Kang - Han Seoul-Oh[6]
- Luke Evans - Owen Shaw[7]
- Gina Carano - Riley Hicks[8][9]
- John Ortiz - Arturo Braga[10]
- Gal Gadot - Gisele Yashar[11]
- Joe Taslim - Jah[2]
- Clara Paget - Vegh[12]
- Elsa Pataky - Elena Neves[13]
- Kim Kold - Klaus[14]
- Rita Ora - London racinggängmedlem[15]
- Shea Whigham - Agent Michael Stasiak[10][16]
- Jason Statham - Cameoroll[17]